# Сант-Елена
Сант-Елена (італ. Sant'Elena, вен. Sant'Ełena) — муніципалітет в Італії, у регіоні Венето, провінція Падуя.
Сант-Елена розташований на відстані близько 380 км на північ від Рима, 60 км на південний захід від Венеції, 28 км на південний захід від Падуї.
Населення — 2458 осіб (2014).

## Демографія
Населення за роками:

Станом на 1 січня 2023 року в муніципалітеті офіційно проживали 93 іноземці з 17 країн, серед них 32 громадяни країн Євросоюзу та 6 громадян України.

## Сусідні муніципалітети
- Есте
- Гранце
- Монселіче
- Солезіно
- Вілла-Естенсе